# Doug Sims
Hollis Douglas Sims, detto Doug (Elba, 29 giugno 1943), è un ex cestista e allenatore di pallacanestro statunitense, professionista nella NBA.

## Carriera
Non selezionato al Draft NBA 1967, disputò 4 partite con i Cincinnati Royals nel 1968-69.